# Edelareberg
L'Edelareberg est un mont des Ardennes flamandes situé dans la commune d'Audenarde dans la province belge de Flandre-Orientale.
La côte du même nom culmine à 80 mètres. Le sommet de l'Edelareberg est dans le village d'Edelare, dont la colline tire son nom. Familièrement, il est aussi appelé le Kerselareberg, d'après le petit hameau qui fait maintenant partie d'Edelare. La route est asphaltée à la fin des années 1960 et est maintenant une section large et légèrement montante de la route nationale 8 reliant Audenarde à Brakel. Les pentes les plus raides sont de 7 % vers le haut de la montée.
Le versant ouest du mont est emprunté par la côte de l'Achterberg et son versant sud par la côte de l'Eikenberg.

## Cyclisme
La côte est bien connue dans le cyclisme, car elle est l'une des nombreuses ascensions des Ardennes flamandes figurant dans les classiques de printemps. La montée est incluse 35 fois au parcours du Tour des Flandres. Dans les premières années de la course, elle fait partie d'un trio classique de montées - avec le Vieux Quaremont et le Kruisberg - surnommé « les dromadaires ». La montée avait un revêtement grossièrement pavé avec un virage en épingle et une pente très inclinée sur la fin de la montée.
En 1970, la route est asphaltée, l'épingle et la partie la plus raide sont nivelées. Depuis, la montée est moins difficile et perd de son importance stratégique dans les courses. Par la suite, elle n'est plus intégrée au Tour des Flandres depuis 1973. Elle reste au parcours de certaines épreuves, comme Kuurne-Bruxelles-Kuurne, Nokere Koerse et les Trois Jours de La Panne.